# Alexander Ziskind Rabinovitz

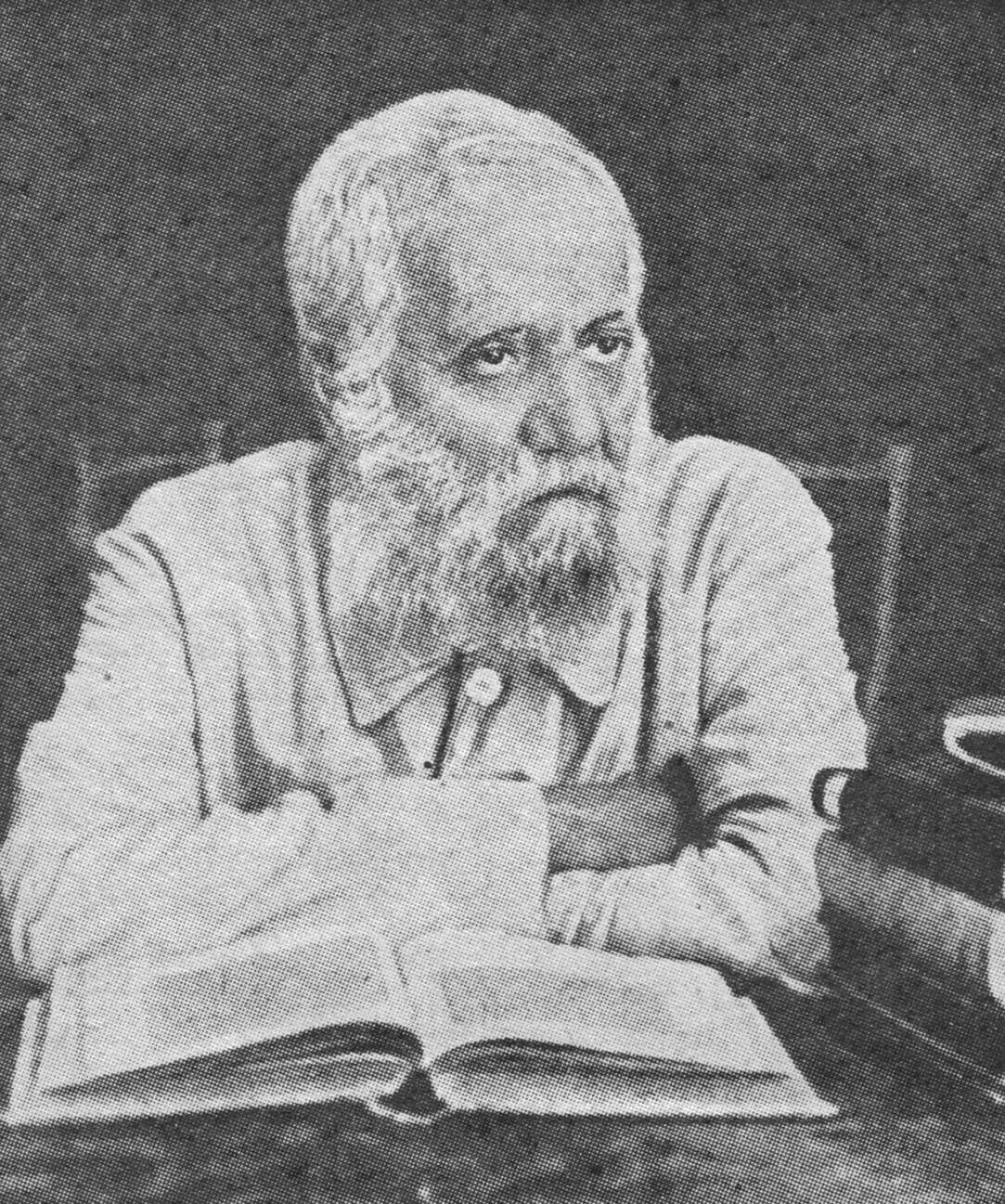
Rabinovitz en 1944

Alexander Ziskind Rabinovitz, de nom de plume Azar, né le 22 février 1854 à Liady dans l'Empire russe et mort le 3 septembre 1945 (calendrier hébraïque: 25 Eloul 5705) en Palestine mandataire est un écrivain, éditeur et biographe de langue hébraïque.

## Biographie
Alexander Ziskind ben Zvi-Hirsch Rabinovitz, plus connu sous son pseudonyme de Azar formé des initiales de son nom, est né en 1854 Lyady, dans le gouvernement de Moguilev en Russie blanche, à l'époque partie de l'Empire russe (maintenant en Biélorussie), dans une pauvre famille juive. Bien qu'il reçoive une éducation talmudique complète, lors de l'adolescence, il se familiarise avec la littérature hébraïque maskilique, en même temps qu'il étudie par lui-même la Bible hébraïque et plus tard le russe. Il travaille comme gabbaï dans la synagogue hassidique de la ville et est responsable de l'achat de livres sacrés pour la synagogue.
À 18 ans, il se marie et part vivre chez son beau-père dans le village voisin de Romnova. Trois ans plus tard, il devient marchand ambulant comme faisait son père avant lui, mais ne réussit pas dans le métier. Il parcourt alors la Lituanie gagnant très modestement sa vie en donnant des cours particuliers, jusqu'à ce qu'il trouve un poste d'enseignant à Viazma dans la région de Smolensk. Il publie ses premiers articles dans la presse russe juive, dans l'espoir de devenir éventuellement un journaliste russe.  
Passionné par l'écriture, Rabinovitz s'installe au début des années 1880 à Moscou, où il adhère au mouvement Ḥibat Tsiyon (Amants de Sion), mais ne réussit pas à trouver sa place dans la presse russe. En 1887, il publie son premier livre, le roman Al ha-perek (Dans l'agenda), critiquant la littérature de la Haskala, le mouvement des Lumières juif, et affirmant qu'il contribue à un bouleversement dans la vie traditionnelle juive. En 1888, il s'établit à Poltava où il va demeurer pendant les dix-sept prochaines années. Tout en travaillant comme enseignant, il se consacre au sionisme et à l'écriture. Son premier article en hébreu, Siḥat melamed (La conversation du professeur), apparaît dans la revue Ha-Melits en 1889 et dénigre les philanthropes juifs qui, d'après lui, élude leur devoir de soutenir le mouvement sioniste.
Pendant les années 1890, Rabinovitz acquiert une réputation de pionnier de la littérature hébraïque socialiste grâce à ses recueils de nouvelles qui traitent, dans un style réaliste et sentimental, de la lutte des classes dans la communauté juive. Ses œuvres appellent à la formation professionnelle de ceux qui souffrent et sont victimes de la dépression économique et de la discrimination de classe. Parmi ses nouvelles, on peut citer: Be-Efes tikvah (Sans aucun espoir) en 1892; Be-Tsel ha-kesef (Dans l'ombre de l'argent) en 1894; Ḥatat ha-tsibur (Le péché de la communauté) en 1896; Bat he-‘ashir (La fille de l'homme riche) en 1898; et Tsilele he-‘avar (Les bruits du passé) en 1900.
En 1897, Rabinovitz participe au Premier congrès sioniste à Bâle, en Suisse,   

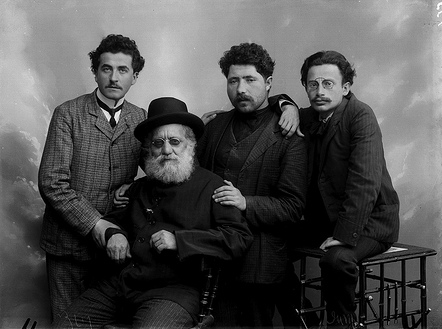
David Shimoni, Yossef Haïm Brenner, Alexander Siskind Rabinovitz, Samuel Joseph Agnon en 1910

En 1906, Rabinovitz émigre en Palestine, alors partie de l'Empire ottoman, où il travaille comme bibliothécaire à la bibliothèque Sha'ar Zion. Il est aussi traducteur principalement de l'allemand et du russe vers l'hébreu, éditeur, rédacteur de manuels et compilateur de récits historiques populaires.  Ses traductions reflètent les différentes sphères qui composent son monde: parmi elles, il y a l'œuvre de l'écrivain ukrainien Vladimir Korolenko avec qui il a tissé des liens d'amitié à Poltava; les autobiographies du socialiste juif Grigorii Gershuni et de Vera Figner; ainsi que la série de volumes sur les légendes talmudiques de Binyamin Ze’ev Bacher.  
Rabinovitz acquiert un statut spécial parmi les membres de la seconde Alya, beaucoup plus jeunes que lui, qui le considèrent comme un grand-père de substitution. Parmi ces jeunes, il y a les futurs écrivains hébreux Yossef Haïm Brenner et Samuel Joseph Agnon. Les amis de Rabinovitz sont attirés par son caractère tolérant qui intègre un fort penchant sioniste socialiste avec une religiosité pure et inattaquable. 
Zalman Shazar qui l'a fréquenté dans sa jeunesse et qui deviendra plus tard président de l'État d'Israël, racontera lors d'un de ses discours:
«  Il était un grand-père pour les jeunes travailleurs. Nous nous souvenons encore des jours où nous rassemblions à chaque anniversaire de grand-père'. Rappelez-vous les jours où il s'appuyait sur sa canne pour les fêtes des jeunes travailleurs. Les garçons et les filles tourbillonnaient et dansaient devant lui, et lui,  Alexander Ziskind Rabinovitz, déjà âgé, était appelé par tout le monde: "le grand-père de la jeunesse qui travaille." »
Pendant la Première Guerre mondiale, il est expulsé de Tel Aviv par les autorités turques et s'installe avec les autres habitants de Tel Aviv à Safed jusqu'à la fin de la guerre. À la suite de la publication dans la revue littéraire Ha Galil, de sa nouvelle Les désastres de la division, il est anathématisé par les rabbins de Safed.
Rabinovitz est proche du grand-rabbin d'Haïfa, le rabbin Abraham Isaac Kook, futur grand-rabbin de la Terre d'Israël, sous le mandat britannique. À partir de 1921, il est le président de l'Association des écrivains hébreux de Palestine.
Écrivain infatigable, il a écrit plus de cent livres. Rabinovitz est aussi un lecteur vorace. Comme le raconte Agnon:
« …à part les livres qu'il lisait dans sa chambre, il était dans la bibliothèque Shaarei Zion, et là Azar en a profité et ne s'est refusé aucun livre à l'exception des livres qu'il trouvait hérétique. »
Il meurt en 1945 et est enterré au vieux cimetière de Tel Aviv, rue Trumpeldor. Son petit-fils, Izhar Arnon, a poursuivi sa carrière en tant que journaliste, éditeur et écrivain.
La localité israélienne de Kfar Azar a été nommée en son honneur.

## Son œuvre (sélection)
En tout, Rabinovitz a publié plus de 100 livres et pamphlets, dont des œuvres originales, des traductions et des adaptations. Il popularise des sujets scientifiques en hébreu et pendant plusieurs années écrit Hirhurim, une chronique régulière dans Kunteres et Davar qui traite de sujets concernant le mouvement ouvrier. Le premier recueil de ses nouvelles et articles est publié en 1904; le second et troisième volume sont publiés en Terre d'Israël en 1914 et 1922. Certaines de ses nouvelles sont aussi publiées séparément à différentes époques. Parmi ses monographies on peut citer: Jean-Jacques Rousseau en 1899; Keter Torah (Couronne de Torah) sur le rabbin Abraham Isaac Kook en 1911; Yossef Haïm Brenner en 1922 et Ḥayyei L.N. Tolstoi (La vie de Tolstoï) en 1924. Il écrit aussi de 1906 à 1910 Toledot ha-Sifrut ha-Ivrit li-Venei ha-Ne'urim, une histoire de la littérature pour les jeunes; Toledot ha-Pedagogikah, une histoire de la pédagogie depuis l'antiquité jusqu'à nos jours; des livres d'histoire juive; des livres originaux et des traductions de livres pour enfants et adolescents; et Ha-Islam (L'Islam) en 1927 et Ha-Inkviziẓyah en 1930, des histoires populaires.
Encouragé par Haïm Nahman Bialik, il travaille pendant plusieurs années à la traduction de l'allemand en hébreu de l'œuvre de Wilhelm Bacher dont entre autres Die Agada der Tannaïten publiée sous le titre Aggadot ha-Tanna'im, en 3 volumes de 1920 à 1923, et Agada der Palästinischen Amoräer publié sous le titre Aggadot Amora'ei Ereẓ Yisrael, en 5 volumes de 1925 à 1930. 
En plus, Rabinovitz édite plusieurs collections d'ouvrages littéraires, principalement Yizkor en 1912, commémorant les travailleurs juifs qui périrent au cours de leur travail en Terre d'Israël.
Pour célébrer son quatre-vingtième anniversaire, une sélection exhaustive de ses écrits est publiée en six volumes (1934-1936).